# John Lighton Synge
John Lighton Synge (Dublin, 23 de março de 1897 — 30 de março de 1995) foi um matemático e físico irlandês.

## Vida
Synge nasceu em Dublin em 1897, em uma família protestante, e foi educado no St. Andrew's College, Irlanda. Entrou no Trinity College, Dublin em 1915. Recebeu uma bolsa de estudos no primeiro ano, fato marcante por ser a bolsa concedida normalmente a alunos do terceiro ano. Enquanto estudante de graduação detectou um erro não-trivial em um livro texto corrente sobre análise matemática avançada, escrito por Edmund Taylor Whittaker, notificando o autor sobre o erro. Em 1919 obteve o grau de M.A. em matemática e física experimental, recebendo uma medalha de ouro por mérito.
Casou com Eleanor Mabel Allen em 1918. Suas filhas Margaret (Pegeen), Cathleen e Isabel nasceram em 1921, 1923 e 1930, respectivamente. Sua filha Cathleen Synge Morawetz foi uma matemática de destaque, seu tio John Millington Synge foi um famoso dramaturgo e seu parente distante Richard Laurence Millington Synge foi laureado com o Nobel de Química de 1952.
Synge faleceu em 30 de março de 1995.

## Carreira em matemática e física
Synge foi professor do Trinity College, Dublin, e depois professor assistente de matemática da Universidade de Toronto, de 1920 a 1925. Retornou então para o Trinity College em 1925, onde foi eleito membro e obteve a cadeira de filosofia natural (antiga denominação da física). Foi membro da American Mathematical Society e da London Mathematical Society. Foi tesoureiro da Academia Real da Irlanda em 1929. Retornou a Toronto em 1930, sendo professor de matemática aplicada e depois chefe do Departamento de Matemática Aplicada.
Em um período de 1939 esteve na Universidade de Princeton, e em 1941 foi professor visitante na Universidade Brown. Em 1943 foi catedrático do Departamento de Matemática da Universidade do Estado de Ohio. Três anos depois foi chefe do Departamento de Matemática do Instituto de Tecnologia Carnegie em Pittsburgh, onde John Forbes Nash foi um de seus alunos. Foi durante curto período matemático balístico da Força Aérea dos Estados Unidos entre 1944 e 1945.
Retornou à Irlanda em 1948, sendo professor sênior na Escola de Física Teórica do Instituto de Estudos Avançados de Dublin. Esta escola foi fundada em 1940, e teve diversos membros eminentes, incluindo Erwin Schrödinger (que contribuiu com a mecânica quântica), também um professor sênior.

## Contribuições
Synge contribuiu em diversos campos de trabalho, incluindo mecânica clássica, mecânica geral e óptica geométrica, dinâmica de gases, hidrodinâmica, elasticidade, circuitos elétricos, métodos matemáticos, geometria diferencial e teoria da relatividade de Einstein. Estudou um vasto conjunto de problemas da física matemática, mas é mais conhecido por ter usado métodos geométricos na relatividade geral.
Foi um dos primeiros físicos a estudar seriamente o interior de buracos negros, sendo algumas vezes creditado com a antecipação da descoberta da estrutura da métrica de Schwarzschild.

## Prêmios e condecorações
Foi eleito fellow da Royal Society em 1943. Foi eleito fellow da Sociedade Real do Canadá, e presidente da Academia Real da Irlanda de 1961 a 1964.
Foi o primeiro a receber a Medalha Henry Marshall Tory da Sociedade Real do Canadá.
John Lighton Synge aposentou-se em 1972, e durante seu tempo de trabalho no Instituto de Estudos Avançados de Dublin, cerca de 12% de todos os investigadores da teoria da relatividade lá estudaram. O professor Hermann Bondi, que apresentou a primeira J. L. Synge Public Lecture em 1992, assim se expressou: "Todos os outros 88% foram profundamente influenciados por sua visão geométrica e a claridade de sua expressão".
Durante sua longa carreira científica Synge publicou mais de 200 artigos e 11 livros.
O Prêmio John L. Synge foi estabelecido pela Sociedade Real do Canadá em 1986, em memória de John Lighton Synge, um dos primeiros matemáticos trabalhando no Canadá a ser internacionalmente reconhecido por sua pesquisa em matemática.